# 马崇六
马崇六（1902年12月21日—1998年2月3日），字晋三，云南省太和縣玉洱鄉人（今云南大理下关龙尾街）人，国民革命军全国工兵总指挥，中华民国交通部代部长。

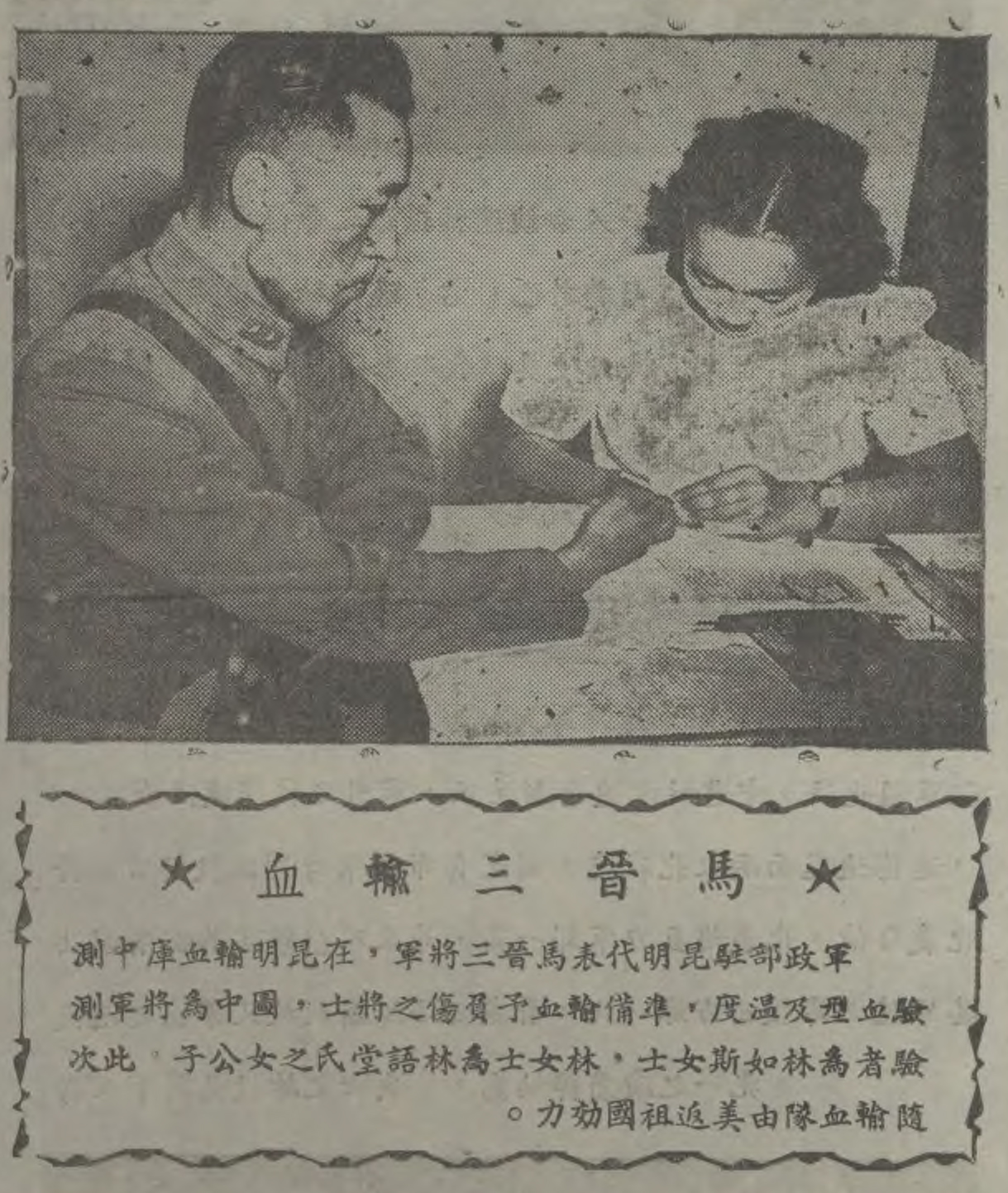
馬晉三輸血，驗血者林語堂女公子林如斯，《聯合畫報》1944年第96期

## 生平[1][2][3]
1920年，毕业于昆明昆华中学，并考上云南讲武堂第15期，同年被选送日本陆军士官学校工兵科学习。1924年，回国参加北伐战争，担任第六军工兵指挥官，后升任工兵团少将团长。北伐战争胜利后先后在南京陆军步兵学校、中央陆军军官学校（黄埔军校）和陆军大学担任教官，撰写了中国第一部《步兵教典》，另外编写了《筑城教范》、《阵中勤务令》等教材。1936年2月5日，任陸軍少將，1937年，抗日战争爆发，升任全国工兵总指挥，兼任昆明最高行营国防工程处处长、战时交通总指挥、城防要塞局局长。1942年，日本侵略军从缅甸向云南进攻，兼任赴缅作战参谋团副团长，亲自指挥炸毁怒江惠通桥，有效阻止日军东进。1943年3月30日，晉任陸軍中將，1945年日本投降后，国民政府授予其“青天白日勋章”，同盟国”授予其“太平洋勋章”。1946年，受命炸毁南京梅花山汪精卫墓，将其尸体火化扬灰，8月21日，任國民政府參事。1948年當選中華民國第一屆立法委員，1949年4月4日，任交通部政務次长、代理部长。随国民政府迁往广州，1950年2月20日辭職。后去香港，在香港滞留，没有去台湾。在香港期间苦练书法，大有成就。1957年，赴日本东京，成立《静安学舍》，以教授中国书法和历史为生，日本皇太子也曾向其学习书法。1975年应周恩来的邀请，在离开中国近30年后首次回国。抵达北京时，周总理正重病住院，“特委托邓小平副总理代表他接待。”由于朱德与马崇六之父是云南讲武堂的同学，所以朱德委员长也接见了他。此后5次应邀回国参加庆典和参观访问，为中日友好做了一些工作。1986年为了更好地学习中国书法，以84岁高龄，率领静安学舍学员中国书法旅行团到北京、西安等地参观访问。在人民大会堂受到中央有关领导的亲切接见，民革中央则邀请启功、肖劳、周怀民等国内数十位著名书画家，特举行盛大的笔会，欢迎静安学舍的来访。在和平与发展成为时代主题的时代，抗日将领马晋三用手中的那管毛笔，用他神妙不凡的书法，仿佛架起一座“唤起许多对侵华战争有反省悔罪之心的日本人对中国的友好感情”之桥。中国改革开放后，大批青年留学日本，许多人成为他的忘年之交，有的还得到过他的帮助。1998年2月3日在日本东京家中因病去世，2天后才被发现，享年96岁。